# Iah

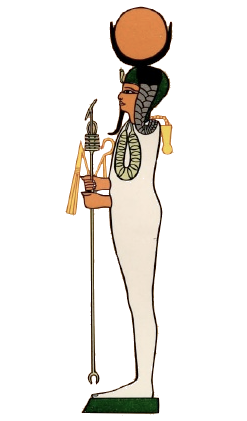
El dios de la luna Iah.

Iah, Yah o Aah (Egipcio: ỉˁḥ, transliterado como Yah, Jah, Jah(w), Joh o Aah) es un dios de la luna en la religión de los antiguos egipcios. Su nombre significa simplemente "Luna".

## Historia
| M17 | D36 | V28 | N11 |

| M17 | D36 | V28 | N11 |

Iah aparece mencionado por primera vez en los Textos de las Pirámides, Imperio Antiguo y su presencia se extiende hasta período tardío de Egipto.
En el Imperio Nuevo era una deidad lunar menor comparado con otros dioses con vínculos lunares, como Tot o Jonsu. Como resultado de esta conexión entre ellos, podría ser identificado con cualquiera de estos dioses.

### Sincretismo

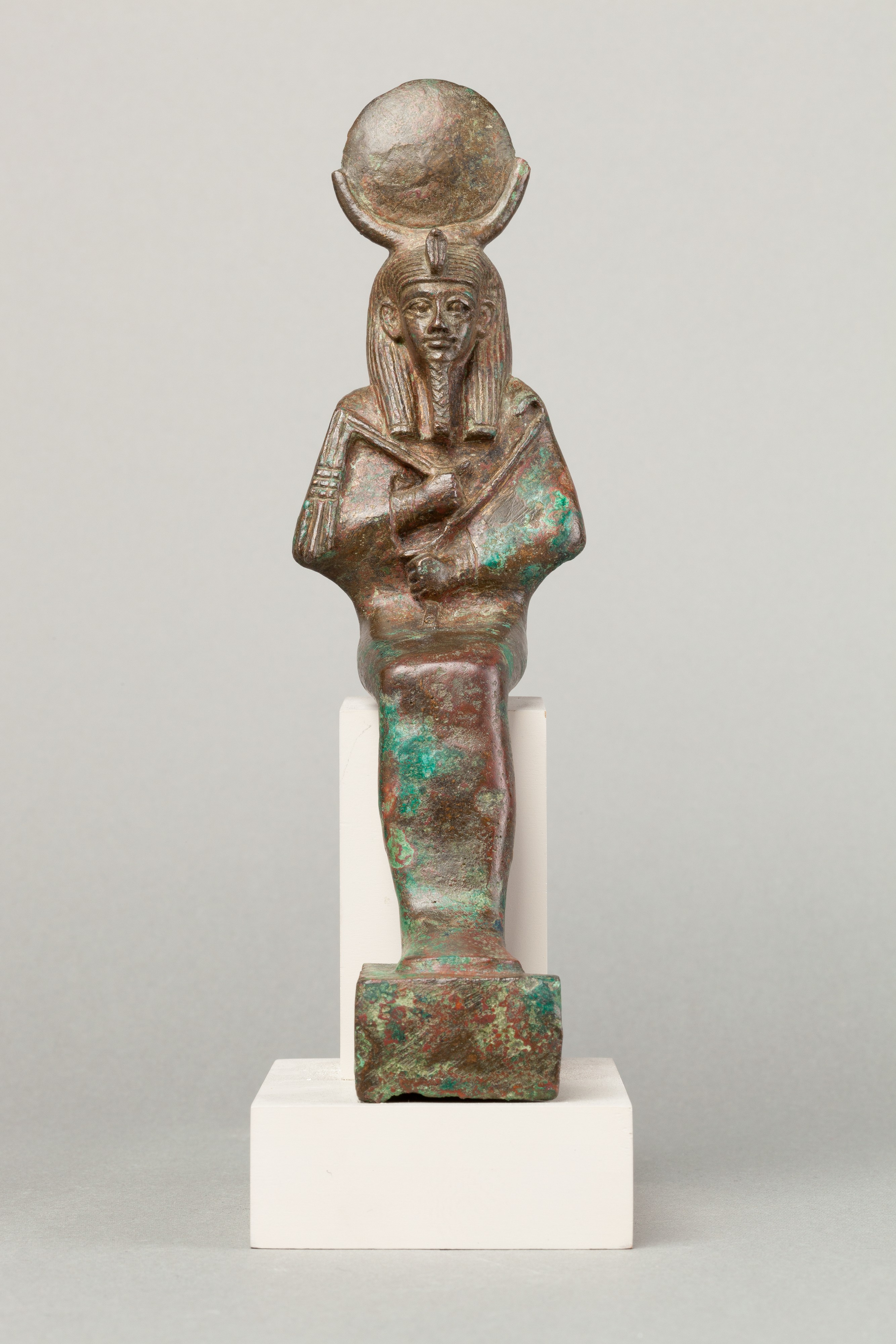
Osiris-Iah, MET

A veces se le consideró una forma adulta de Jonsu, y fue absorbido cada vez más por él. Iah continuó apareciendo en amuletos y, ocasionalmente, en otras representaciones, similar a Jonsu en su apariencia, con los mismos símbolos lunares en la cabeza y, ocasionalmente, con la misma vestimenta. Se diferenciaba, en algunos casos, por llevar una peluca completa en lugar de la coleta lateral de un niño, y en ocasiones, portaba una corona atef rematada por algún otro símbolo. Con el tiempo, Iah llegó a ser Iah-Dyehuty, que significa "dios de la nueva luna".
También fue asimilado con Osiris, dios de la muerte, tal vez porque, en su ciclo mensual, la luna parece renovarse a sí misma. Iah, en forma de ibis, parece haber asumido el aspecto lunar de Tot, dios del conocimiento, la escritura y el cálculo. Tot, al ser dios de la luna ("sol muerto"), solía llevar un ojo de Horus en sus manos, cuyas partes, fueron utilizadas como símbolos fraccionarios en escritura. A veces se le encuentra representado bajo la forma de un dios con cabeza de halcón.

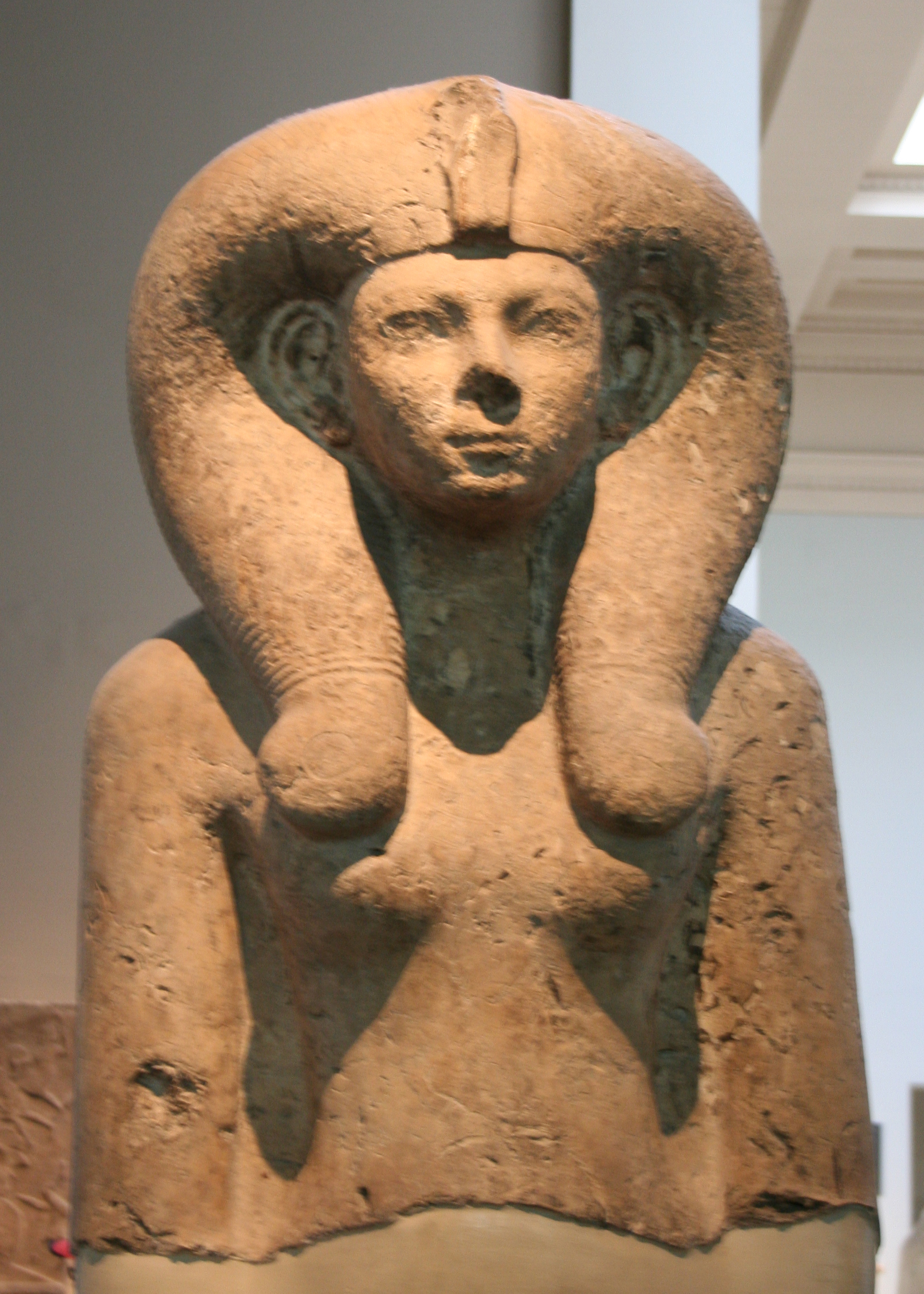
Estatua de la reina Ahmose-Meritamón que lleva el nombre del dios Iah.

### Culto
Aunque no tuvo un lugar concreto de veneración, existen vestigios de un culto a Iah, como divinidad lunar, en la orilla occidental del río Nilo, cerca de Tebas.

### Nombres teóforos
Varios reyes tomarían su nombre, como el fundador de la Dinastía XVIII, Ahmose I (ỉˁḥ-ms) en la forma:
| N11 · ms | s | o | N11 · ms |
También su madre, la reina Ahhotep I llevó el nombre del dios Iah, y otros personajes egipcios llamados Ahmose.